# Елькин, Соломон Яковлевич
Соломо́н Я́ковлевич Е́лькин — российский революционер, участник революционного движения в Самаре и Челябинске. После Февральской революции в России стал комиссаром по делам труда исполкома Челябинского Совета рабочих и солдатских депутатов, одним из командиров отряда Красной гвардии в Челябинске.

## Биография
Родился Соломон Елькин в семье челябинского купца первой гильдии. Его отец владел типографией на Христорождественской улице города Челябинска (ныне Улица Цвиллинга, 7). Соломон был выходцем из еврейской семьи, поэтому его коснулись погромы черносотенцев. Под воздействием старшего брата Абрама Яковлевича, Соломон в 1904 году вступает в социал-демократический кружок рабочих-железнодорожников. С 1905 года ведет активную революционную деятельность, участвует в первых маёвках, печатает в семейной типографии листовки революционного содержания и распространяет их. Возглавляет митинг рабочих и железнодорожников на Александровской площади, который был жестоко разогнан казаками. За свои политические убеждения и революционную деятельность в 1908 году был осужден на 6 лет каторги и 12 лет ссылки. После Февральской революции, не дождавшись амнистии бежал в Челябинск. С 1917 года член городского комитета РСДРП(б), комиссар по делам труда исполкома Совета рабочих и солдатских депутатов. После начала Гражданской войны организатор и командир отряда Красной гвардии. Непосредственно участвовал в сражениях с казачьими формированиями атамана А. И. Дутова. В одном из боёв под городом Бузулук был смертельно ранен.

## Память

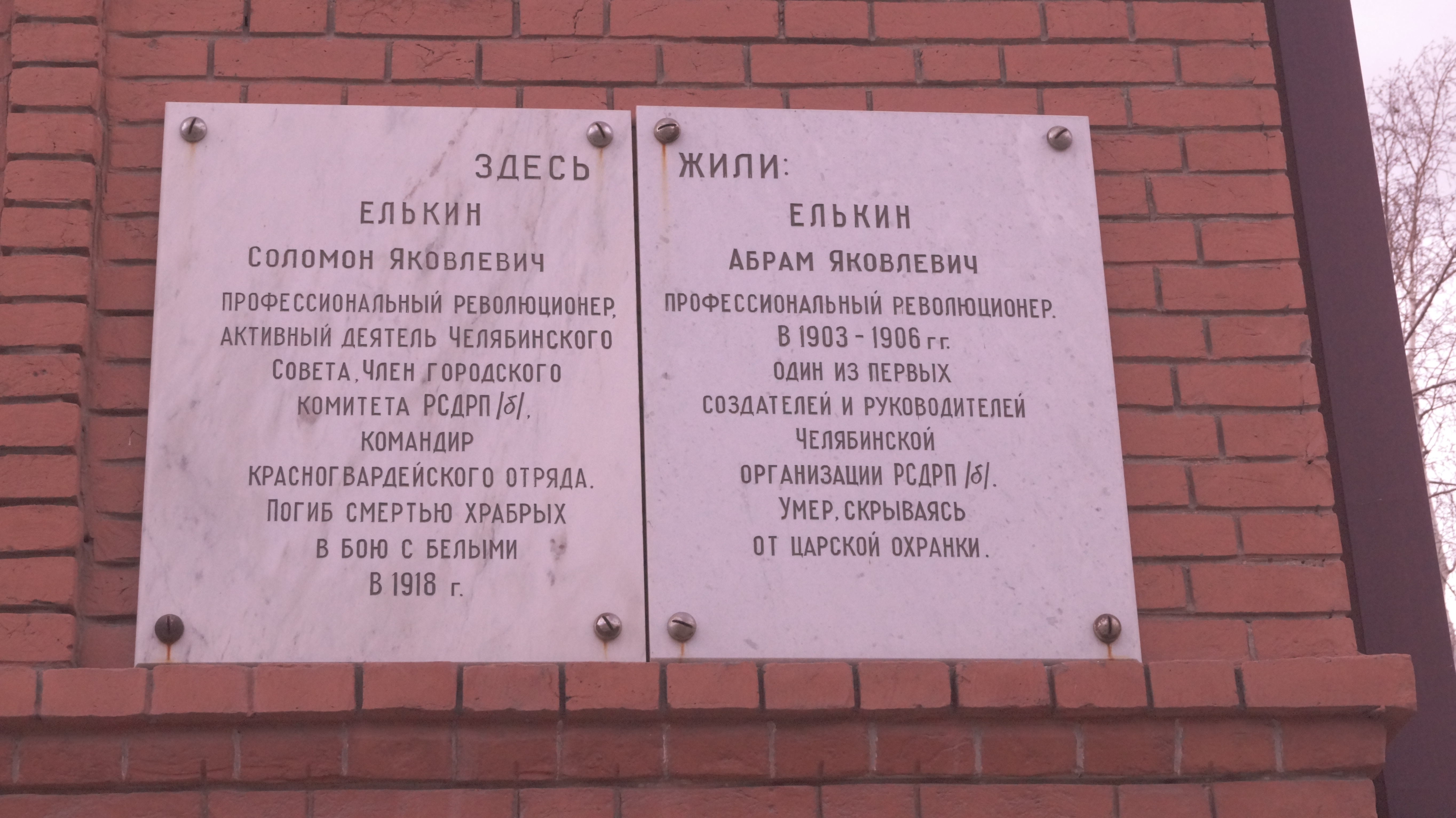
Мемориальная доска на доме Елькиных

- В честь Челябинского революционера в 1920 году была названа улица, где находился дом семьи Елькиных[1]. Так же в память о Соломоне Елькине названы улицы соседнего города Копейска[2], Кусы и посёлков в Челябинской области: Магнитки, Розы и Тургояка.
- Дом, где жили братья Елькины, с 1977 года является объектом культурного наследия и поставлен на государственную охрану. В 1967 году на стене дома (Елькина, 24) установлена мемориальная доска, в память о Соломоне и Абраме Елькиных[3].